# Castillo de Falcés
El castillo de Falcés también llamado castillo de Fals o castillo de Falç se encuentra situado en el municipio oscense de Tolva, España.

## Descripción
Se encuentra en estado de ruinas y se puede acceder a él a través de una pista forestal que sube hasta la cresta rocosa donde se sitúa.
Es un castillo de planta irregular que se asienta sobre la base rocosa, de la que nace el recinto amurallado. Sólo queda un lienzo de mampostería que defendía uno de los lados mayores en el que se puede ver el nacimiento de alguna torre cuadrada. Del resto de la muralla apenas queda nada salvo piedras dispersas a lo largo de la ladera. Existe una torre circular de unos doce metros de altura y diez de diámetro bastante deteriorada y que ha perdido todo su interior.
En la parte más baja del recinto existen las ruinas de la iglesia de los Santos Justo y Pastor románica de la misma época que el castillo y que es habitual en los castillos del Alto-Aragón.

## Enlaces de interés
- Wikimedia Commons alberga una categoría multimedia sobre Castillo de Falcés.
- Castillo de Falcés en CastillosNet.

- Datos: Q29367925